# ¿Con quién se queda el perro? Tour
¿Con quien se queda el perro? Tour, también conocido por sus siglas ¿CQSQEP? Tour, es la primera gira mundial del dúo mexicano Jesse & Joy. Comenzó el 28 de enero de 2012, en la Ciudad de México, Distrito Federal, y terminó el 11 de noviembre de 2014 en Lima, Perú.

## Información
La gira comenzó el 28 de enero de 2012, en el Auditorio Nacional. Se presentaron con el cantante mexicano Mario Domm como invitado especial, interpretando el tema «Llorar». El 9 de febrero de 2013 comienzan la segunda fase del tour en Guadalajara, Jalisco en el Auditorio Telmex. El 23 de febrero de 2013 se presentan en el Arena Monterrey en la ciudad de Monterrey, México. El 6 de marzo de 2013 el dúo visitó por primera vez España. El 25 de abril de 2013 se presentaron nuevamente en el Auditorio Nacional con dos invitados especiales, con Noel Schajris, interpretando el tema «Somos lo que fue» y con el cantante español Pablo Alborán el tema «La de la mala suerte». En abril de 2013 se anunció una gira especial por Estados Unidos, titulada Latinos imparables Tour, que recorrió 15 ciudades. En mayo de 2013 se anunció su participación en el "Festival Valladolid Latino 2013", en España, que tuvo lugar el 29 de junio de 2013, y contó con estrellas como Alejandro Sanz, Malú y Álex Ubago.

## Recepción
La gira comenzó con un concierto que se convirtió en lleno total, en el auditorio Plaza Condesa en la Ciudad de México. La revista estadounidense Para Todos informó que su gira de conciertos «ha reunido a más de 200 000 personas en los últimos siete meses». Además anuncia que el concierto otorgado en el Auditorio Telmex en Guadalajara fue agotado. El 24 de noviembre de 2012 se presentan en el Auditorio Nacional logrando un lleno total. El 26 de abril de 2013, Agencia Reforma anuncia que el concierto en el Auditorio Nacional en la Ciudad de México, el 25 de abril de 2013, obtuvo lleno total.

## Artistas invitados

### Teloneros
- Banda SIAM - (Teloneros en Concierto Radio Tiempo, 1 de mayo de 2012).
- Armagedon Band - (Teloneros en Expo Navojoa 2012, 8 de junio de 2012).
- Elenco Esto es guerra - (Teloneros en concierto Perú, 31 de mayo de 2013).[15][16]

### Invitados sorpresa
- Mario Domm (25 de noviembre de 2012) - interpretando «Llorar».[2]
- Noel Schajris (25 de abril de 2013) - interpretando «Somos lo que fue».[7]
- Pablo Alborán (25 de abril de 2013) - interpretando «La de la mala suerte».[7]

## Repertorio
| Primera Fase |
| --- |
| Setlist 1 - Intro: 1. Apertura 2. «Aquí voy» 3. «Espacio sideral» 4. «¿Con quién se queda el perro?» 5. «Como no» 6. «Gotitas de amor» 7. «Llegaste tú» 8. «Esto es lo que soy» 9. «Somos lo que fue» 10. «Nuevos recuerdos» 11. «Me quiero enamorar» 12. «Volveré» 13. «Si te vas» 14. «Adiós» 15. «La de la mala suerte» 16. «Me voy» 17. «Chocolate» 18. «Ya no quiero» 19. Encerramento: «¡Corre!» |

| Segunda Fase |
| --- |
| Setlist 1 - Intro 1. Abertura 2. «Aquí voy» 3. «Espacio sideral» 4. «Gotitas de amor» 5. «¿Con quién se queda el perro?» 6. «Llegaste tú» 7. «Tu mi poesía» 8. «Esto es lo que soy» 9. «Imagine» (cover John Lennon) 10. «Me quiero enamorar» 11. «Nuevos recuerdos» 12. «Veneno» 13. «Volveré» 14. «Me voy» 15. «Como no» 16. «Llorar» 17. «La de la mala suerte» 18. «Chocolate» 19. «Corazón de campeón» 20. «Ya no quiero» Encerramento: «¡Corre!» |

## Fechas
| Fecha                                             | Ciudad                      | País                 | Recinto                                          | Tipo/observación                                  |
| ------------------------------------------------- | --------------------------- | -------------------- | ------------------------------------------------ | ------------------------------------------------- |
| ¿Con quién se queda el perro? Tour - Primera Fase |                             |                      |                                                  |                                                   |
| América del Norte                                 |                             |                      |                                                  |                                                   |
| 28 de enero de 2012                               | Ciudad de México            | México               | Auditorio Plaza Condesa                          | Evento Oye                                        |
| 8 de febrero de 2012                              | Aguascalientes              | México               | El Palenque de la Feria                          |                                                   |
| 21 de febrero de 2012                             | Monterrey                   | México               | Element Bar                                      | Acústico EXA                                      |
| 28 de febrero de 2012                             | Tlaxcala                    | México               | Auditorio "Emilio Sánchez Piedras"               | Feria de Apizaco 2012                             |
| 15 de marzo de 2012                               | San Diego                   | Estados Unidos       | House of Blues                                   | Evento Radio Latina 104.5                         |
| 31 de marzo de 2012                               | Mexicali                    | México               | FEX, Mexicali                                    | White Party                                       |
| 7 de abril de 2012                                | Cuautla de Morelos          | México               | Teatro del Pueblo                                |                                                   |
| 11 de abril de 2012                               | Texcoco                     | México               | Palenque                                         | Feria del Caballo Texcoco.                        |
| 12 de abril de 2012                               | Ciudad Juárez               | México               | Quantum Concert Hall                             |                                                   |
| 18 de abril de 2012                               | Toluca                      | México               | Estadio Azteca                                   | Evento 40                                         |
| 20 de abril de 2012                               | Torreón                     | México               | Coliseo Centenario                               |                                                   |
| 21 de abril de 2012                               | Banderilla                  | México               | Teatro del Pueblo                                | Expo Feria Banderilla                             |
| América del Sur                                   |                             |                      |                                                  |                                                   |
| 1 de mayo de 2012                                 | Medellín                    | Colombia             | Teatro Universidad de Medellín                   | Concierto Radio Tiempo.                           |
| México                                            |                             |                      |                                                  |                                                   |
| 4 de mayo de 2012                                 | Villahermosa, Tabasco       | México               | El Palenque                                      | Expo Tabasco                                      |
| 5 de mayo de 2012                                 | Isla, Veracruz              | México               | Auditorio Nacional                               | Coronación de CD Isla                             |
| América del Sur                                   |                             |                      |                                                  |                                                   |
| 9 de mayo de 2012                                 | Santiago de Chile           | Chile                | Teatro Caupolicán                                |                                                   |
| 11 de mayo de 2012                                | Buenos Aires                | Argentina            | Teatro ND Ateneo                                 |                                                   |
| América del Norte                                 |                             |                      |                                                  |                                                   |
| 17 de mayo de 2012                                | Culiacán                    | México               | Teatro del Pueblo                                | Concierto Kuwa                                    |
| 18 de mayo de 2012                                | Puebla                      | México               | Auditorio de un Centro Cultural                  |                                                   |
| 19 de mayo de 2012                                | Chihuahua                   | México               | Teatro del Pueblo Santa Rita                     | Ferias de Santa Rita                              |
| 1 de junio de 2012                                | Saltillo                    | México               | La Mansión                                       |                                                   |
| 2 de junio de 2012                                | Irapuato                    | México               | Planeta Rock y Lienzo Charro ILO                 |                                                   |
| 8 de junio de 2012                                | Navojoa, Sonora             | México               | Teatro del Pueblo                                | Expo Navojoa                                      |
| 9 de junio de 2012                                | Querétaro                   | México               | Auditorio Josefa Ortíz de Domínguez de Querétaro |                                                   |
| 17 de junio de 2012                               | Calpulalpan, Tlaxcala       | México               | Teatro del Pueblo                                | Feria patronal San Antonio Calpulalpan            |
| 23 de junio de 2012                               | Casas Grandes, Chihuahua    | México               | Estadio MPal. Luis Alvarado Baldovino            |                                                   |
| 30 de junio de 2012                               | Orlando, Florida            | Estados Unidos       | Walt Disney World                                |                                                   |
| 6 de julio de 2012                                | Ciudad de México            | México               | Auditorio Nacional                               | Evento Oye                                        |
| 6 de julio de 2012                                | Ciudad Victoria, Tamaulipas | México               | Centro de Espectáculos Victoria                  | Evento Oye                                        |
| 8 de julio de 2012                                | Actopan, Hidalgo            | México               | Teatro del pueblo                                | Feria Actopan 2012                                |
| 14 de julio de 2012                               | Valle de Guadalupe          | México               | Viñedos L.A. Cetto                               | L.A. CETTO edición 2012                           |
| 24 de julio de 2012                               | Ciudad del Carmen           | México               | Domo del mar de Ciudad del Carmen                | Feria Carmen 2012                                 |
| 18 de agosto de 2012                              | Salamanca, Guanajuato       | México               | Gimnasio Lázaro Cárdenas                         |                                                   |
| 25 de agosto de 2012                              | Fresnillo, Zacatecas        | México               | Teatro del Pueblo                                | Feria Nacional de la Plata Fresnillo 2012         |
| 2 de septiembre de 2012                           | Tlaxco, Tlaxcala            | México               | Teatro del Pueblo                                | Feria Tlaxco 2012                                 |
| 7 de septiembre de 2012                           | Cadereyta de Montes         | México               | Teatro del Pueblo                                | Feria Cadereyta 2012                              |
| 22 de septiembre de 2012                          | Guadalajara                 | México               | Auditorio Telmex                                 |                                                   |
| 6 de octubre de 2012                              | Mexicali                    | México               | Fex Mexicali                                     | Fiestas del Sol                                   |
| América del Sur                                   |                             |                      |                                                  |                                                   |
| 12 de octubre de 2012                             | Quito                       | Ecuador              | Feria de Duran                                   |                                                   |
| 13 de octubre de 2012                             | Guayaquil                   | Ecuador              | Coliseo General Rumiñahui                        |                                                   |
| América del Norte                                 |                             |                      |                                                  |                                                   |
| 17 de octubre de 2012                             | San Juan                    | Puerto Rico          | Coliseo de Puerto Rico                           |                                                   |
| 17 de octubre de 2012                             | Tuxtla Gutiérrez, Chiapas   | México               | Auditorio Polyforum Calz                         |                                                   |
| 19 de octubre de 2012                             | Pachuca, Hidalgo            | México               | Teatro del Pueblo                                |                                                   |
| 20 de octubre de 2012                             | San Luis Potosí             | México               | Plaza de toros "El paseo"                        |                                                   |
| 27 de octubre de 2012                             | San Juan                    | Puerto Rico          | Coliseo de Puerto Rico                           |                                                   |
| 29 de octubre de 2012                             | Valle de Bravo              | México               | Teatro del Pueblo                                |                                                   |
| 31 de octubre de 2012                             | Mérida, Yucatán             | México               | Centro de Convenciones siglo XXI                 |                                                   |
| 24 de noviembre de 2012                           | Ciudad de México            | México               | Auditorio Nacional                               | Invitado: Mario Domm                              |
| 20 de diciembre de 2012                           | Atlixco, Puebla             | México               | Recinto Ferial de Atlixco                        |                                                   |
| 12 de enero de 2013                               | Veracruz                    | México               | Palenque del Parque Tabasco                      |                                                   |
| 12 de enero de 2013                               | Villaflores, Chiapas        | México               | Teatro del Pueblo                                |                                                   |
| 8 de febrero de 2013                              | Aguascalientes              | México               | Palenque de la Feria                             |                                                   |
| ¿Con quién se queda el perro? Tour - Segunda Fase |                             |                      |                                                  |                                                   |
| 9 de febrero de 2013                              | Zapopan, Jalisco            | México               | Auditorio Telmex                                 |                                                   |
| 16 de febrero de 2013                             | Villahermosa, Tabasco       | México               | Palenque Parque Tabasco                          |                                                   |
| 23 de febrero de 2013                             | Monterrey, Nuevo León       | México               | Arena Monterrey                                  |                                                   |
| 24 de febrero de 2013                             | Coatzacoalcos, Veracruz     | México               | Teatro del Pueblo                                |                                                   |
| 1 de marzo de 2013                                | Durango                     | México               | Plaza IV Centenario                              |                                                   |
| Europa                                            |                             |                      |                                                  |                                                   |
| 6 de marzo de 2013                                | Madrid                      | España               | Palacio de deportes de la Comunidad de Madrid    | La Noche De los #1 Cadena 100                     |
| América del Norte                                 |                             |                      |                                                  |                                                   |
| 9 de marzo de 2013                                | Veracruz                    | México               | Auditorio Benito Juárez Veracruz                 |                                                   |
| Europa                                            |                             |                      |                                                  |                                                   |
| 13 de marzo de 2013                               | Tenerife                    | España               | Auditorio de Tenerife Adán Martín                | Premios Dial                                      |
| 14 de marzo de 2013                               | Valencia                    | España               | Palau de les Arts                                | Escenario Dial                                    |
| 15 de marzo de 2013                               | Barcelona                   | España               | Estudios Cadena Dial                             | Escenarios Dial                                   |
| 19 de marzo de 2013                               | Madrid                      | España               | Hard Rock Cafe                                   |                                                   |
| 20 de marzo de 2013                               | Madrid                      | España               | Estudios Cadena Dial                             |                                                   |
| América del Norte                                 |                             |                      |                                                  |                                                   |
| 21 de marzo de 2013                               | Los Ángeles                 | Estados Unidos       | The Wiltern                                      |                                                   |
| Europa                                            |                             |                      |                                                  |                                                   |
| 22 de marzo de 2013                               | Córdoba, España             | España               | Gran Café Góngora de Córdoba                     |                                                   |
| 23 de marzo de 2013                               | Madrid                      | España               | Palacio de deportes de la Comunidad de Madrid    | La Noche De los #1 Cadena 100                     |
| América del Norte                                 |                             |                      |                                                  |                                                   |
| 28 de marzo de 2013                               | McAllen, Texas              | Estados Unidos       | McAllen Convention Center                        |                                                   |
| 29 de marzo de 2013                               | Acapulco, Guerrero          | México               | Jardín Hotel Princess Acapulco                   | Car Show Acapulco 2013                            |
| 25 de abril de 2013                               | Ciudad de México            | México               | Auditorio Nacional                               | Invitados: Noel Schajris y Pablo Alborán          |
| 28 de abril de 2013                               | Hermosillo, Sonora          | México               | Palenque de la ExpoGan                           | ExpoGan Hermosillo 2013                           |
| 24 de mayo de 2013                                | Mexicali                    | México               | Plaza de Toros Calafia                           |                                                   |
| 25 de mayo de 2013                                | Ensenada                    | México               | Campo de fútbol Valle Dorado                     |                                                   |
| América del Sur                                   |                             |                      |                                                  |                                                   |
| 30 de mayo de 2013                                | Arequipa                    | Perú                 | Jardín de la Cerveza                             |                                                   |
| 30 de mayo de 2013                                | Lima                        | Perú                 | Jockey Club                                      |                                                   |
| Europa                                            |                             |                      |                                                  |                                                   |
| 29 de junio de 2013                               | Valladolid                  | España               | Plaza de Toros de Valladolid                     | Festival Valladolid Latino 2013                   |
| América del Norte                                 |                             |                      |                                                  |                                                   |
| 19 de julio de 2013                               | Querétaro                   | México               | Plaza de Toros Santa María De Querétaro          |                                                   |
| 20 de julio de 2013                               | Tampico                     | México               | Teatro del pueblo                                | Expotampico 2013                                  |
| 27 de julio de 2013                               | Puebla                      | México               | Auditorio CCU                                    |                                                   |
| 3 de agosto de 2013                               | Teziutlán                   | México               | Estadio municipal                                |                                                   |
| 5 de octubre de 2013                              | Cholula, Puebla             | México               | Complejo Cultural Universitario de la BUAP       |                                                   |
| 19 de octubre de 2013                             | Cabo San Lucas              | México               | Explanada de la Plaza Delegacional               | Fiestas Tradicionales de Cabo San Lucas.          |
| 22 de octubre de 2013                             | Guadalajara                 | México               | Auditorio Benito Juárez                          | Fiestas de Octubre                                |
| 25 de octubre de 2013                             | Nuevo León                  | México               | Auditorio Cumbres                                |                                                   |
| 26 de octubre de 2013                             | Nuevo León                  | México               | Auditorio Cumbres                                |                                                   |
| América del Sur                                   |                             |                      |                                                  |                                                   |
| 5 de noviembre de 2013                            | Viña del Mar                | Chile                | Quinta Vergara                                   | Cómplices: junto a Pablo Alborán y Reik           |
| 7 de noviembre de 2013                            | Santiago de Chile           | Chile                | Movistar Arena                                   | Cómplices: junto a Pablo Alborán y Reik           |
| 9 de noviembre de 2013                            | San Francisco de Mostazal   | Chile                | Arena Monticello                                 | Cómplices: junto a Pablo Alborán y Reik           |
| 14 de noviembre de 2013                           | Buenos Aires                | Argentina            | Luna Park                                        |                                                   |
| 16 de noviembre de 2013                           | Córdoba                     | Argentina            | Orfeo Superdomo                                  |                                                   |
| América del Norte                                 |                             |                      |                                                  |                                                   |
| 29 de noviembre de 2013                           | Toluca                      | México               | Municipio de Metepec                             | Classico Toluca                                   |
| 30 de noviembre de 2013                           | Querétaro                   | México               | Centro de Espectáculos del Palenque en Querétaro |                                                   |
| Europa                                            |                             |                      |                                                  |                                                   |
| 13 de diciembre de 2013                           | Madrid                      | España               | Palacio de deportes de la Comunidad de Madrid    |                                                   |
| América del Norte                                 |                             |                      |                                                  |                                                   |
| 28 de enero de 2014                               | León, Guanajuato            | México               | Centro de Espectáculos de la Feria de León       | Presentación en el Palenque de la Feria León 2014 |
| América del Sur                                   |                             |                      |                                                  |                                                   |
| 7 de febrero de 2014                              | Quito                       | Ecuador              | Teatro Ágora                                     |                                                   |
| 8 de febrero de 2014                              | Cuenca                      | Ecuador              | Coliseo Mayor                                    |                                                   |
| América Central                                   |                             |                      |                                                  |                                                   |
| 14 de febrero de 2014                             | Panamá                      | Panamá               | Figali Convention Center                         |                                                   |
| América del Norte                                 |                             |                      |                                                  |                                                   |
| 25 de febrero de 2014                             | Campeche                    | México               | Foro Ah-Kim-Pech                                 |                                                   |
| América del Sur                                   |                             |                      |                                                  |                                                   |
| 28 de febrero de 2014                             | Viña del Mar                | Chile                | Quinta Vergara                                   | Festival Viña del Mar de 2014                     |
| 1 de marzo de 2014                                | Los Andes                   | Chile                | Enjoy Santiago                                   |                                                   |
| 2 de marzo de 2014                                | Viña del Mar                | Chile                | Enjoy Viña del Mar                               |                                                   |
| América del Norte                                 |                             |                      |                                                  |                                                   |
| 28 de marzo de 2014                               | Puebla de Zaragoza          | México               | Outlet Puebla                                    |                                                   |
| 26 de abril de 2014                               | Orizaba                     | México               | Recinto ferial                                   | Feria Nacional Orizaba 2014                       |
| 30 de abril de 2014                               | Tepeaca                     | México               | Teatro del Pueblo                                | Feria del Niño Doctor 2014                        |
| 28 de mayo de 2014                                | Guadalajara                 | México               | Auditorio Telmex                                 | Concierto Exa 2014                                |
| 28 de mayo de 2014                                | Chihuahua                   | México               | Teatro del Pueblo                                | Feria Santa Rita Expogan                          |
| 5 de junio de 2014                                | Monterrey                   | México               | Domo Care                                        |                                                   |
| América del Sur                                   |                             |                      |                                                  |                                                   |
| 2 de julio de 2014                                | Lima                        | Perú                 | Museo Pedro de Osma en Barranco                  | Sesión Acústica de los Grammy Latinos 2014        |
| América Central                                   |                             |                      |                                                  |                                                   |
| 2 de agosto de 2014                               | Santo Domingo               | República Dominicana | Palacio de Voleibol del Centro Olímpico          |                                                   |
| América del Sur                                   |                             |                      |                                                  |                                                   |
| 5 de noviembre de 2014                            | Montevideo                  | Uruguay              | Teatro de Verano                                 |                                                   |
| 6 de noviembre de 2014                            | Mendoza                     | Argentina            | Estadio Malvinas                                 | Scream! Fest                                      |
| 8 de noviembre de 2014                            | Santiago                    | Chile                | Movistar Arena                                   | Scream! Fest                                      |
| 11 de noviembre de 2014                           | Lima                        | Perú                 | Jockey Club                                      | Scream! Fest                                      |

### Conciertos cancelados o reprogramados
| Fecha                   | Ciudad, País         | Lugar               | Motivo |
| ----------------------- | -------------------- | ------------------- | --- |
| 24 de febrero de 2014   | San José, Costa Rica | Estadio Nacional    | Los organizadores lo reprogramaron al 27 de julio de 2013 debido a los problemas que en ese momento enfrentaba el inmueble. |
| 7 de mayo de 2014       | Madrid, España       | Joy Eslava          | El 23 de abril de 2014 Jesse & Joy anunciaron en su cuenta de Twitter que «los conciertos de Barcelona y Madrid se cancelaron debido a compromisos del próximo disco» y se dio el respectivo rembolso. A la fecha no han sido reprogramados. |
| 9 de mayo de 2014       | Barcelona, España    | BARTS               | El 23 de abril de 2014 Jesse & Joy anunciaron en su cuenta de Twitter que «los conciertos de Barcelona y Madrid se cancelaron debido a compromisos del próximo disco» y se dio el respectivo rembolso. A la fecha no han sido reprogramados. |
| 13 de noviembre de 2014 | Bogotá, Colombia     | Coliseo "El Campín" | Expresaron en su cuenta de Twitter que «por razones muy ajenas a ellos quedó cancelado». A la fecha no ha sido reprogramados. |